# Mercury Marauder (1963)
Mercury Marauder – samochód osobowy klasy pełnowymiarowej produkowany pod amerykańską marką Mercury w latach 1963 – 1965 i 1968 – 1970.

## Pierwsza generacja

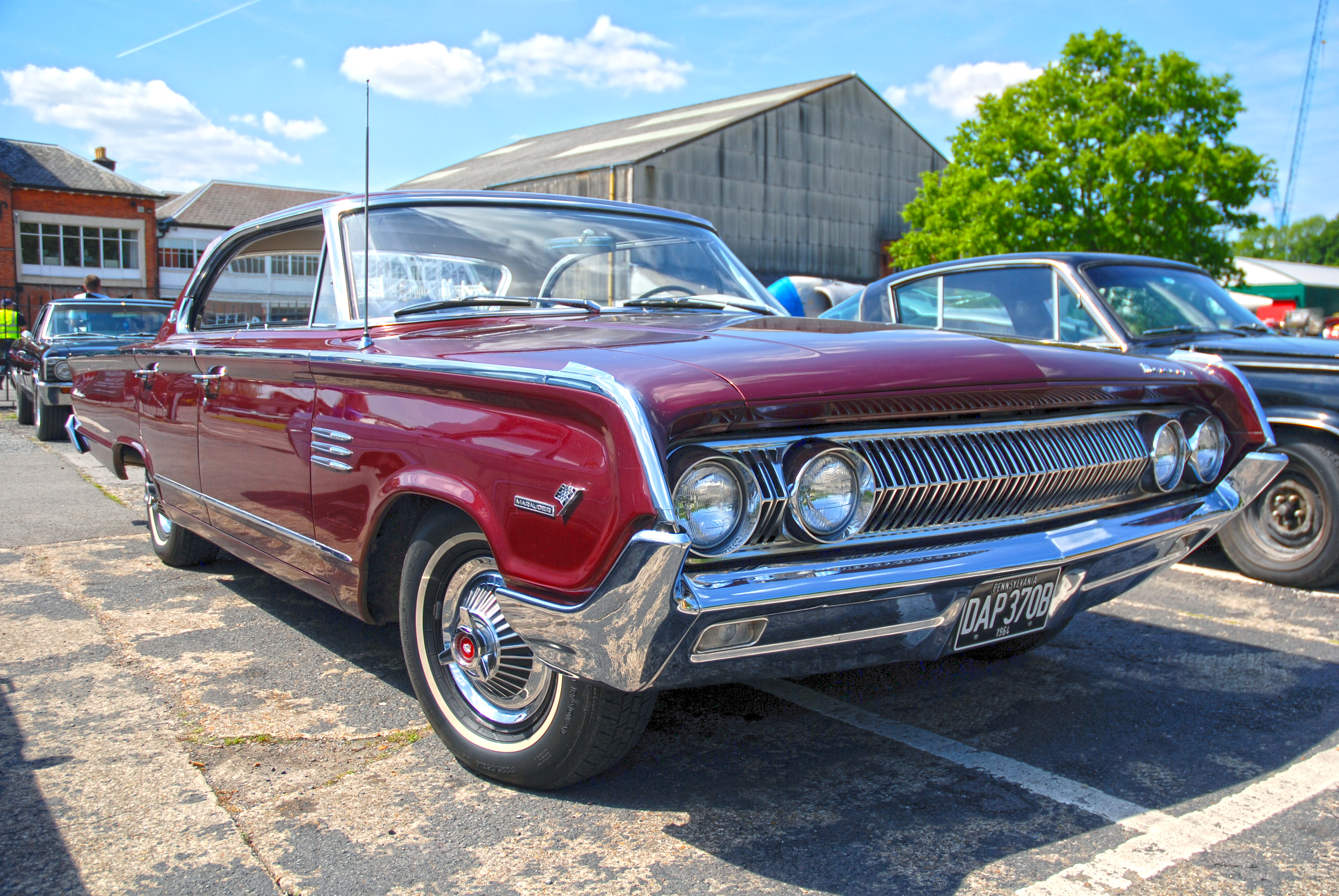
Mercury Marauder I

Mercury Marauder I został zaprezentowany po raz pierwszy w 1963 roku.
W pierwszej połowie lat 60. XX wieku Mercury wprowadziło do sprzedaży nowy pełnowymiarowy model Marauder oparty na pokrewnych limuzynach Montclair oraz Park Lane. Masywnych wymiarów nadwozie zdobiło szpiczaste zakończenie przednich błotników, a także duża chromowana atrapa chłodnicy obejmująca podwójne, okrągłe reflektory.

### Silnik
- V8 6.4l
- V8 6.7l
- V8 7.0l

## Druga generacja

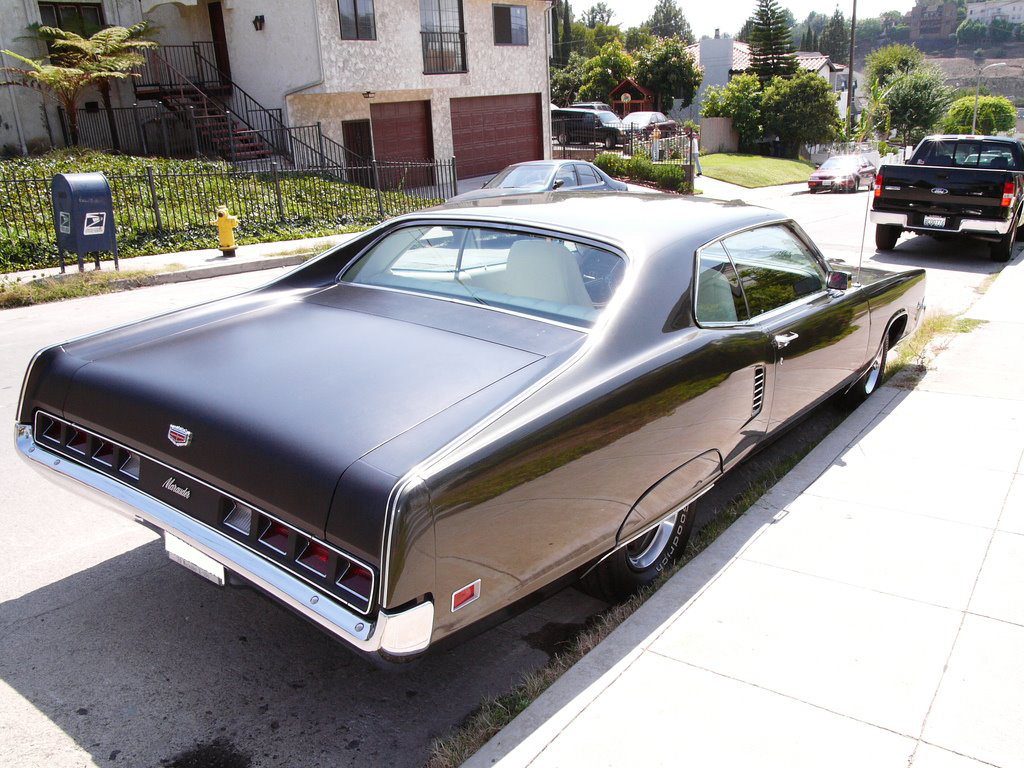
Mercury Marauder II - tył

Mercury Marauder II został zaprezentowany po raz pierwszy w 1964 roku.
Po 3-letniej przerwie, Mercury zdecydowało się powrócić do produkcji modelu Marauder przy okazji nowej konstrukcji opartej na modelu XL Forda. Nadwozie stało się znacznie większe, a także gruntownie zmodyfikowano gamę dostępnych jednostek napędowych.
Charakterystycznymi cechami wyglądu stały się prostokątne, chowane reflektory zamontowane na obrotowych kloszach. Podłużną tylną część nadwozia zdobiły z kolei wąskie, podłużne lampy biegnące przez całą szerokość nadwozia.

### Silnik
- V8 6.4l FE
- V8 7.0l FE